# Wiradź
Wiradź („królujący, rządzący, jaśniejący”, „ten, który błyszczy”) – w mitologii indyjskiej imię dla połowicznej istoty boga, personifikacji prapoczątku lub stwórcy jak też praczłowieka.

## Wedy
W Rygwedzie imię Wiradź odnosi się do żeńskiej postaci. Była ona przedstawiana zarazem jako matka i córka Puruszy.
W Atharwawedzie reprezentowała ją forma krowy.
W wedach wiradź był też określeniem dla niektórych sił kosmicznych, szczególnie Brahmy.

## Upaniszady
Męska połowa hinduistycznego boga stwórcy Brahmy. Zasada twórcza identyfikowana z pożywieniem lub materią w ogólności.

## Dharmaśastry
Manusmryti zawiera wyjaśnienie, że bóg Brahma rozdzielił swoje ciało na dwie części. Następnie Brahma będąc męską połową, spłodził z żeńską połową syna Wiradź.